# 31 tháng 10
Ngày 31 tháng 10 là ngày thứ 304 (305 trong năm nhuận) trong lịch Gregory. Nó là ngày cuối cùng trong tháng 10, với 61 ngày còn lại trong năm.
Ngày này được biết đến một cách quốc tế là ngày Halloween.

## Sự kiện
- 475 – Romulus Augustus được tuyên bố là hoàng đế của Đế quốc Tây La Mã, ông là hoàng đế cuối cùng của đế quốc.
- 1517 – Theo thư tịch cổ, Martin Luther treo Chín mươi lăm Luận đề trên cửa Nhà thờ Lâu đài Wittenberg, nay thuộc Đức, đánh dấu khởi đầu Cải cách Tin Lành.
- 1897 - Cuộc thi Thể thao định hướng dân sự đầu tiên để công chúng tham gia được tổ chức tại Na Uy.[1]
- 1940 – Chiến tranh thế giới thứ hai: Lực lượng Phát xít chấm dứt giai đoạn oanh tạc dồn dập vào ban ngày nhằm vào lãnh thổ Anh Quốc.
- 1918 – Sau khi thất bại trong Chiến tranh thế giới thứ nhất, Đế quốc Áo-Hung kết thúc.
- 1941 – Sau 14 năm xây dựng, tượng bốn tổng thống Hoa Kỳ tại Núi Rushmore, Nam Dakota được hoàn thành.
- 1961 – Trong vận động phi Stalin hoá tại Liên Xô, di hài của Stalin bị đưa ra khỏi Lăng Lenin để an táng tại Nghĩa trang tường Điện Kremli.
- 1984 – Cựu Thủ tướng Ấn Độ Indira Gandhi bị hai nhân viên bảo vệ ám sát, bạo loạn nhanh chóng nổ ra tại New Delhi khiến gần 10.000 người theo đạo Sikh bị sát hại.
- 1986 – Phoumi Vongvichit bắt đầu đảm nhiệm chức vụ quyền Chủ tịch nước Lào, đại diện cho Souphanouvong.
- 2003 – Đại hội đồng Liên Hợp Quốc thông qua Công ước phòng chống tham nhũng
- 2003 – Mahathir Mohamad từ chức Thủ tướng Malaysia sau 22 năm nắm quyền, thay thế ông là Phó Thủ tướng Abdullah bin Ahmad Badawi.
- 2015 – Chuyến bay 9268 của Metrojet khi đang trên hành trình đến Saint Petersburg từ Sharm el-Sheikh thì rơi gần Al-Hasana tại Sinai, làm thiệt mạng toàn bộ 217 hành khách và 7 thành viên phi hành đoàn trên khoang.

## Sinh
- 1291 - Philippe de Vitry, nhà soạn nhạc Pháp (m. 1361)
- 1345 - Vua Fernando I của Bồ Đào Nha (m. 1383)
- 1391 - Vua Edward của Bồ Đào Nha (m. 1438)
- 1424 - Vua Wladyslaw III của Ba Lan (m. 1444)
- 1599 - Denzil Holles, 1st Baron Holles, chính khách và nhà văn Anh (m. 1680)
- 1620 - John Evelyn, người Anh (m. 1706)
- 1622 - Pierre Paul Puget, nghệ sĩ Pháp (m. 1694)
- 1632 - (rửa tội) Johannes Vermeer, họa sĩ Flanders (m. 1675)
- 1636 - Ferdinand Maria, cử tri của Bayern (m. 1679)
- 1692 - Comte de Caylus, nhà khảo cổ học Pháp (m. 1765)
- 1705 - Đức Giáo hoàng Clement XIV (m. 1774)
- 1711 - Laura Bassi, học giả người Ý (m. 1778)
- 1724 - Christopher Anstey, nhà văn người Anh (m. 1805)
- 1737 - James Lovell, Mỹ giáo dục (m. 1789)
- 1795 - John Keats, nhà thơ Anh (m. 1821)
- 1815 - Karl Weierstrass, nhà toán học Đức (m. 1897)
- 1825 - Charles Lavigerie, Hồng y Pháp (m. 1892)
- 1827 - Richard Morris Hunt, nhà giáo dục Mỹ (m. 1895)
- 1831 - Paolo Mantegazza, nhà thần kinh học Ý (m. 1910)
- 1835 - 
  - Adelbert Ames, tướng Mỹ (m. 1933)
  - Adolf von Baeyer, nhà hóa học Đức, người đoạt giải Nobel (m. 1917)
  - Krišjānis Nhưng nam tước, nhà văn Latvia (m. 1923)
- 1838 - Vua Louis của Bồ Đào Nha (m. 1889)
- 1848 - Boston Custer, em trai của George Armstrong Custer (m. 1876)
- 1851 - Lovisa của Thụy Điển, nữ hoàng Đan Mạch (m. 1926)
- 1856 - Charles Leroux, người cởi khí cầu Mỹ và nhảy dù (m. 1889)
- 1860 - Juliette Low, Mỹ sáng lập Hướng đạo girl (m. 1927)
- 1875 - 
  - Eugene Meyer, doanh nhân Mỹ và xuất bản báo chí (m. 1954)
  - Vallabhbhai Patel, nhà chiến đấu và chính khách Ấn ĐỘ (m. 1950)
- 1879 - Sara Allgood, nữ diễn viên Ai-len (m. 1950)
- 1883 - Marie Laurencin, họa sĩ Pháp (m. 1956)
- 1887 - 
  - Tưởng Giới Thạch, nhà lãnh đạo Trung Hoa Quốc Dân, cựu Chủ tịch nước Trung Hoa Dân quốc (m. 1975)
  - Newsy Lalonde, cầu thủ cầu thủ khúc côn cầu trên băng người Canada (m. 1970)
- 1888 - Napoleon Lapathiotis, nhà thơ Hy Lạp (m. 1944)
- 1892 - Alexander Alekhine, tuyển thủ cờ vua Nga (m. 1946)
- 1895 - B. H. Liddell Hart, quân nhân Anh sử (m. 1970)
- 1896 - Ethel Waters, ca sĩ và nữ diễn viên Mỹ (m. 1977)
- 1902 - Abraham Wald, nhà toán học Hungary (m. 1950)
- 1908 - Muriel Duckworth, người Canada (m. 2009)
- 1912 - 
  - Dale Evans, ca sĩ và nữ diễn viên Mỹ (m. 2001)
  - Ollie Johnston, nhà làm phim hoạt hình Mỹ (m. 2008)
- 1914 - 
  - Joe Carcione, người Mỹ (m. 1988)
  - John Hugenholtz, nhà thiết kế Hà Lan (m. 1995)
- 1915 - Jane Jarvis, nhạc Jazz nghệ sĩ dương cầm Mỹ (m. 2010)
- 1916 - Carl Johan Bernadotte, cựu Hoàng tử Thụy Điển
- 1917 - William Hardy McNeill, sinh ra tại Canada sử
- 1918 - Ian Stevenson, người Mỹ (m. 2007)
- 1919 - Magnus Wenninger, linh mục người Mỹ, tác giả của "mô hình đa diện
- 1920 - 
  - Dick Francis, British jockey-biến-tiểu thuyết gia (m. 2010)
  - Joseph Gelineau nhà soạn nhạc Pháp (m. 2008)
  - Dedan Kimathi, nhà lãnh đạo nổi dậy Kenya (m. 1957)
  - Helmut Newton, nhiếp ảnh gia Đức (m. 2004)
  - Fritz Walter, cầu thủ bóng đá Đức (m. 2002)
- 1922 - 
  - Barbara Bel Geddes, nữ diễn viên Mỹ (m. 2005)
  - Anatoli Papanov, diễn viên Liên Xô (m. 1987)
  - Illinois Jacquet, nghệ sĩ saxophone người Mỹ (m. 2004)
  - Vua Norodom Sihanouk của Campuchia
- 1925 - John Pople, nhà hóa học tiếng Anh, giải Nobel Hóa học | người đoạt giải Nobel]] (m. 2004)
- 1926 - Jimmy Savile, nghệ sĩ Anh (m. 2011)
- 1927 - 
  - Lee Grant, nữ diễn viên Mỹ
  - Thomas Hill, diễn viên Canada (m. 2009)
- 1928 - Cleo Moore, nữ diễn viên Mỹ (m. 1973)
- 1929 - 
  - Eddie Charlton, tuyển thủ bi-da Úc (m. 2004)
  - Bud Spencer, diễn viên Ý
- 1930 - Michael Collins, nhà du hành vũ trụ Mỹ
- 1931 - 
  - Từ Văn Bê, Chuẩn tướng Quân lực Việt Nam Cộng hòa (m. 2008)
  - Dan Rather, nhà truyền hình và nhà báo Mỹ
- 1933 - Phil Goyette, cầu thủ hockey trên băng
- 1934 - Fillie Lyckow, nữ diễn viên Thụy Điển
- 1935 - 
  - Ronald Graham, American nhà toán học
  - David Harvey, người Mỹ gốc Anh
- 1936 - Michael Landon, diễn viên người Mỹ (d. 1991)
- 1937 - Tom Paxton, ca sĩ, nhạc sĩ Mỹ
- 1939 - 
  - Ron Rifkin, diễn viên người Mỹ
  - Tom O'Connor, diễn viên hài Anh
  - Ali Farka Touré, nhạc sĩ Mali (m. 2008)
- 1941 - 
  - Dan Alderson, nhà khoa học Mỹ
  - Derek Bell, tay đua Anh
  - Spilios Spiliotopoulos, chính khách Hy Lạp
  - Werner Krieglstein, nhà triết học Séc-Mỹ
- 1942 - 
  - Dave McNally, cầu thủ bóng chày Mỹ
  - David Ogden Stiers, diễn viên người Mỹ
- 1943 - 
  - Paul Frampton, vật lý người Anh
  - Aristotelis Pavlidis, Hy Lạp chính khách
  - Brian Piccolo, cầu thủ bóng đá Mỹ (m. 1970)
- 1944 - Sally Kirkland, nữ diễn viên Mỹ
- 1945 - 
  - Brian Doyle-Murray, diễn viên hài Mỹ
  - Russ Ballard, ca sĩ / nhạc sĩ, nghệ sĩ guitar Anh
- 1946 - 
  - Stephen Rea, diễn viên Ailen
  - Norman Lovett, diễn viên Anh
- 1947 - 
  - Deidre Hội trường, nữ diễn viên Mỹ
  - Frank Shorter, Á hậu Mỹ
  - Herman Van Rompuy, chính khách Bỉ
- 1948 - Michael bếp, diễn viên Anh
- 1949 - Bob Siebenberg, tay trống Mỹ
- 1950 - 
  - John Candy, diễn viên hài và diễn viên Canada (m. 1994)
  - Jozef Stolorz, nghệ thuật họa sĩ Ba Lan
  - Jane Pauley, người Mỹ
  - Zaha Hadid, kiến trúc sư Anh
  - Antonio Taguba, thiếu tướng quân đội Mỹ
- 1951 - 
  - Nick Saban, American đại học bóng đá huấn luyện viên
  - Dave Trembley, American bóng chày quản lý
- 1952 - Bernard Edwards, nghệ sĩ đàn Bass Mỹ (m. 1996)
- 1953 - 
  - Michael J. Anderson, diễn viên người Mỹ
  - John Lucas II, cầu thủ bóng rổ và huấn luyện viên Mỹ
- 1954 - Ken Wahl, diễn viên người Mỹ
- 1955 - Michalis Chrysohoidis, chính khách Hy Lạp
- 1956 - Anders Lago, nhà dân chủ xã hội chính khách Thụy Điển
- 1957 - 
  - Robert Pollard, rocker Mỹ
  - Brian Stokes Mitchell, ca sĩ và diễn viên Mỹ
  - Shirley Phelps-Roper, luật sư Mỹ
- 1958 - Jeannie Longo, tay đua xe đạp Pháp
- 1959 - 
  - Neal Stephenson, tác giả người Mỹ
  - Mats Näslund, tuyển thủ khúc côn cầu trên băng Thụy Điển
  - Michael DeLorenzo, diễn viên người Mỹ, đạo diễn và nhạc sĩ
- 1960 - 
  - Luis Fortuño, đại biểu Quốc hội
  - Arnaud Desplechin, Pháp đạo diễn phim
  - Mike Gallego, cầu thủ bóng chày Mỹ
  - Reza Pahlavi, cựu thái tử Iran
- 1961 - 
  - Peter Jackson, đạo diễn phim New Zealand
  - Larry Mullen, Ailen tay trống Ailen (U2)
  - Alonzo Babers, Á hậu Mỹ
  - Kate Campbell, American nhạc sĩ
- 1963 - 
  - Mikkey Dee, nhạc sĩ Thụy Điển, tay trống của Motorhead
  - Johnny Marr, tay guitar và nhạc sĩ Anh
  - Fred McGriff, American cầu thủ bóng chày
  - Dermot Mulroney, diễn viên người Mỹ
  - Rob Schneider, diễn viên người Mỹ
- 1964 - 
  - Colm Ó Cíosóig, tay trống Ailen
  - Marco van Basten, cầu thủ bóng đá Hà Lan
  - Marty Wright, đô vật chuyên nghiệp Mỹ
  - Darryl Worley, ca sĩ Mỹ
- 1965 - 
  - Blue Edwards, cầu thủ bóng rổ Mỹ
  - Denis Irwin, cầu thủ bóng đá Ailen
  - Rob Rackstraw, giọng nói của diễn viên
- 1966 - 
  - Joseph Boyden, Canada tiểu thuyết gia
  - Adam Horovitz (Adrock), rapper người Mỹ (Beastie Boys)
  - Koji Kanemoto, đô vật chuyên nghiệp Nhật Bản
  - Annabella Lwin, ca sĩ Anh (Bow Wow Wow)
  - Mike O'Malley, diễn viên người Mỹ
- 1967 - 
  - Vanilla Ice, rapper người Mỹ
  - Buddy Lazier, tay đua xe Mỹ
  - Irina Pantaeva, người mẫu Nga
- 1968 - Antonio Davis, cầu thủ bóng rổ Mỹ
- 1969 - David Coburn, diễn viên người Mỹ / diễn viên lồng tiếng
- 1970 - 
  - Nicky Wu, Đài Loan, diễn viên và chuyên gia võ thuật
  - Linn Berggren, ca sĩ Thụy Điển (Ace of Base)
  - Rogers Stevens, tay guitar Mỹ (Blind Melon)
  - Mitch Harris, tay guitar Mỹ
  - Johnny Moeller, tay guitar Mỹ
  - Steve Trachsel, American cầu thủ bóng chày
- 1971 - 
  - Alphonso Ford, cầu thủ bóng rổ Mỹ (m. 2004)
  - Ian Walker, tiếng Anh cầu thủ bóng đá
  - Tom Smith, bóng bầu dục cầu thủ Scotland
  - Toby Anstis, người Anh
- 1972 - 
  - Shaun Bartlett, cầu thủ bóng đá Nam Phi
  - Matt Dawson, tiếng Anh bóng bầu dục công đoàn cầu thủ bóng đá
  - Grigoris Georgatos, cầu thủ bóng đá Hy Lạp
- 1973 - 
  - Tim Byrdak, cầu thủ bóng chày Mỹ
  - David Dellucci, cầu thủ bóng chày Mỹ
  - Beverly Lynne, diễn viên phim khiêu dâm Mỹ
- 1974 - 
  - Muzzy Izzet, cầu thủ bóng đá Thổ Nhĩ Kỳ
  - Natasja Saad, nghệ sĩ Đan Mạch
  - Roger Manganelli, nhạc sĩ Brazil
- 1975 - 
  - Fabio Celestini, cầu thủ bóng đá Thụy Sĩ
  - Keith Jardine,
  - Johnny Whitworth, diễn viên người Mỹ
- 1976 - 
  - Guti, cầu thủ bóng đá Tây Ban Nha
  - Piper Perabo, nữ diễn viên người Mỹ
- 1977 - 
  - Sylviane Félix, vận động viên Pháp
  - Séverine Ferrer, ca sĩ người Pháp
- 1978 - 
  - Inka Grings, cầu thủ bóng đá Đức
  - Emmanuel Izonritei, võ sĩ quyền Anh Nigeria
  - Zachary Knighton, diễn viên người Mỹ
  - Martin Verkerk, Hà Lan tay vợt
- 1979 - 
  - Saaphyri Windsor, American truyền hình thực tế con số
  - Simao Sabrosa, cầu thủ bóng đá Bồ Đào Nha
  - Ricardo Fuller, cầu thủ bóng đá Jamaica
- 1980 - 
  - Eddie Kaye Thomas, diễn viên người Mỹ
  - Samaire Armstrong, nữ diễn viên Mỹ
  - Marcel Meeuwis, cầu thủ bóng đá Hà Lan
  - Alondra de la Parra, người Mexico sáng lập và là giám đốc nghệ thuật của New York Philharmonic Orchestra của Mỹ
- 1981 - 
  - Irina Denezhkina, nhà văn Nga
  - Frank Iero, nhạc sĩ người Mỹ (My Chemical Romance, Leathermouth, Pencey Prep, người sáng lập của Skeleton Crew (ban nhạc))
  - Steven Hunter, cầu thủ bóng rổ Mỹ
  - Selina (Chia-Tuyên Huyên) Jen, ca sĩ Đài Loan
  - Lollie Alexi Devereaux, nữ diễn viên và nhà văn Pháp
  - Mike Napoli
- 1982 - 
  - Jordan Bannister, cầu thủ bóng đá Úc
  - Tomáš Plekanec, tuyển thủ khúc côn cầu trên băng người Séc
  - Justin Chatwin, diễn viên Canada
- 1983 - Katy French, người mẫu Ailen (m. 2007)
- 1984 - 
  - Scott Clifton, diễn viên người Mỹ
  - Pat Murray, cầu thủ người Mỹ
- 1986 - 
  - Christie Hayes, nữ diễn viên Úc
  - Chris Alajajian, tay đua Úc
  - Brent Corrigan, diễn viên khiêu dâm Mỹ
- 1987 - Nick Foligno, cầu thủ khúc côn cầu Canada
- 1988 - 
  - Jack Riewoldt, cầu thủ Úc
  - Sébastien Buemi, tay đua Thụy Sĩ
- 1989 - Ben Brooks, tay đua Anh
- 1990 - 
  - J.I.D, ca sĩ rap Mỹ
  - Lil 'JJ, diễn viên hài và diễn viên Mỹ
- 1992 - Vanessa Marano, nữ diễn viên Mỹ
- 1994 - Nguyễn Thành Nam, YouTuber người Việt Nam
- 1998 - Marcus Rashford, cầu thủ bóng đá Anh
- 2000 - Willow Smith, nữ diễn viên Mỹ và ca sĩ
- 2005 - Leonor de Borbón, con gái của Felipe, Hoàng tử Asturias và Letizia, công chúa Asturias

## Mất
- 1138 - Lý Thần Tông, Hoàng đế thứ năm của nhà Lý, Việt Nam (s. 1116)
- 1993 – River Phoenix, nam diễn viên (s. 1970)
- 2016 – Phạm Bằng, NSƯT người Việt Nam (s. 1931)
- 2002 - Nhạc sĩ Nguyễn Hữu Thiết
- 2020 - Sean Connery, dien viên Anh (s. 1930)

## Ngày lễ
- Halloween